# 巴特艾布靈列車事故

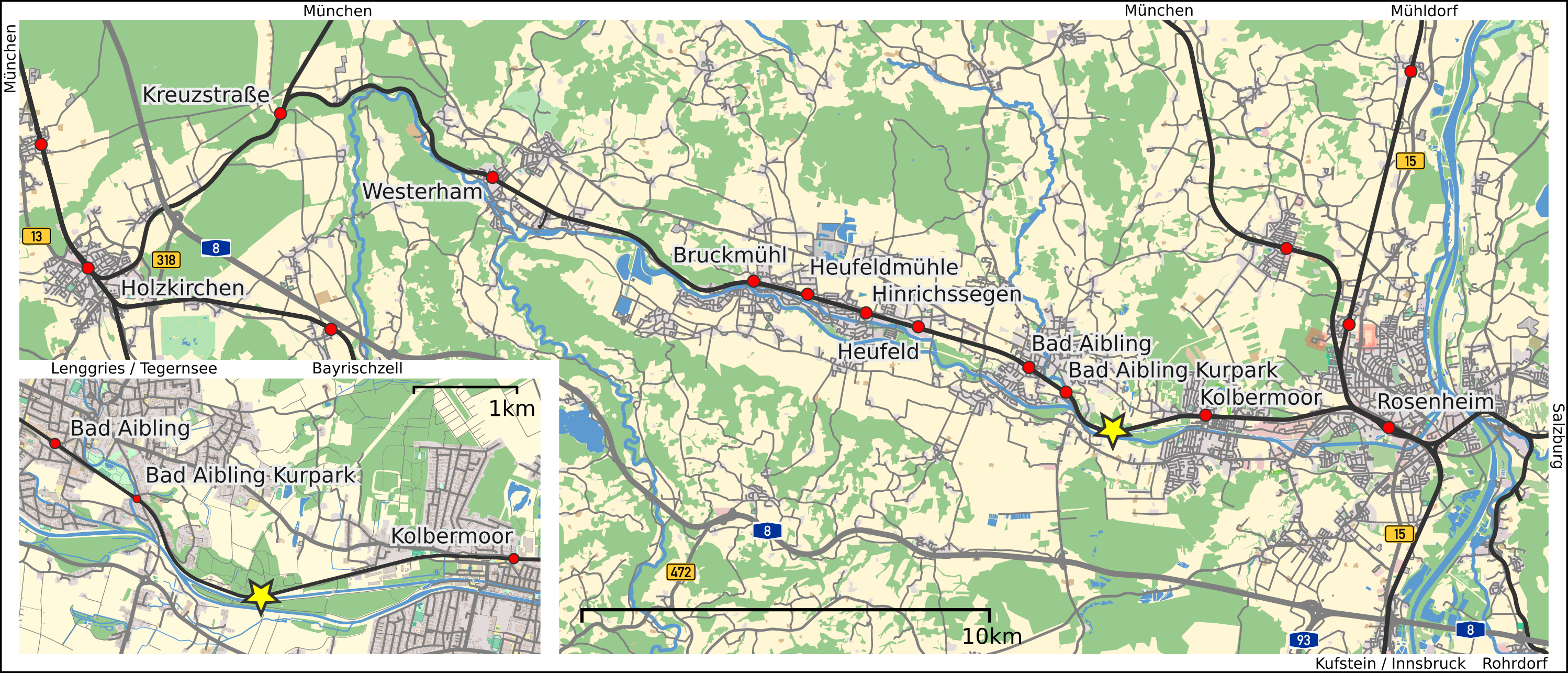
事故地圖

巴特艾布靈列車事故（德語：Eisenbahnunfall von Bad Aibling）在2016年2月9日於德國東南部巴伐利亞巴特艾布靈發生，事故中兩列載客列車對撞。最少11人喪生和85人受傷，其中24人重傷。

## 事故

### 發生經過
事故於歐洲中部時間清晨06:47（UTC+1）在單線的芒法爾河谷鐵路、接近巴特艾布靈污水處理廠發生。截至2016年2月11日，事故導致11人喪生，包括兩列列車列車長和駕駛員、85人受傷，其中24人重傷。死者均為男性，年齡介於24至59歲。
兩列列車皆為Stadler FLIRT3系列的動力分散式列車，由法國交通發展集團旗下的巴伐利亞高原鐵路公司以Meridian招牌行駛。東行列車車次M 79505，車廂編號ET 325，6節編成共333個座位，由慕尼黑駛至羅森海姆；而西行列車車次M 79506，車廂編號ET 355，3節編成共158個座位，由羅森海姆駛至霍爾茨基興。兩列列車上合計超過150名乘客，但由於狂歡節假期的關係人數比平常較少。兩列列車合共有三個行車紀錄儀，而路線和兩列列車均配備了PZB列車保護系統。
西行列車（M 79506）原定在科爾貝爾莫爾站（Kolbermoor）等候5分鐘，待交會東行列車（M 79505）後於06:45出發。但東行列車因誤點4分鐘尚在事故路段行駛時，西行列車便在調度員指示下準時從科爾貝爾莫爾發車，兩列車在西行列車離站兩分鐘後對撞，事故發生當時西向與東向列車車速分別為52與87 km/h。

### 救援工作
超過700名災難應對人員參與了救援，包括180名消防員、215名巴伐利亞州警察、30名聯邦救災人員，以及200名來自巴伐利亞紅十字會的救援人員。總共有11架警察或其他救援服務的直升機參與救援，而德國及奧地利均派出了空中救護直升機協助運送傷者至醫院。
由於事發地點處於森林和芒法爾運河（Mangfallkanal）之間，所以增加了救援難度，亦意味著救援人員必須坐船抵達現場，而傷者要由救護直升機運走。傷者亦以船送至芒法爾河對岸。

### 恢復工作
2016年2月9日，德鐵網絡由弗爾達和萊比錫派出兩台鐵路起重機，以協助移除事故中兩列列車。來自弗爾達的起重機能負荷160噸，而另一台則可負荷75噸。

### 反應
德國交通部長亞歷山大·杜布林德視察了事故現場，指現場是「驚人的景象」。巴伐利亞內政部長約阿希姆·赫爾曼指事故發生「難以理解」。總理安格拉·默克爾指她因為事故感到「沮喪和難過」。德國外交部長法蘭-禾特·施泰因邁爾指他「最深切的同情他們的家人」。
因為此事故，原定在懺悔星期二於羅森海姆和巴特艾布靈的慶祝活動取消；原定同日於下巴伐利亞舉行的傳統辯論亦被取消。

## 調查

### 鐵路事故調查
德國聯邦鐵路事故調查委員會已立案調查，案件號碼為「04/2016」。德國警方亦展開了調查，確認11名死者中9名來自羅森海姆郡和特勞恩施泰因郡，年齡介於24至59歲。事故原因不明。2016年2月9日黃昏，交通部長亞歷山大·多布林特報告其中2個行車紀錄儀已被尋回，最後一個仍在其中一個車廂內。2月12日，官方宣佈找回了第三個紀錄儀，但是裝置已經損毀，但仍會嘗試取回資訊。從另外兩個記錄儀取得的資料中，並沒有人為疏忽的跡象。

### 刑事
在2016年2月16日的記者會中，當地檢察人員指事故是由於「人為錯誤」而發生，是因為在行控中心的一名火車調度員給了一個錯誤的指令，引致了事故。該調度員將可能面對過失殺人的指控，如被定罪最高可被監禁五年。他亦被控「危險干預鐵路運輸」（gefährlicher Eingriff in den Bahnverkehr），最高可被判十年監禁。
2016年4月，檢察人員透露列車調度員在事發時正在他的手機上玩遊戲。他在發覺他犯下錯誤後嘗試致電緊急服務，但撥打時撥錯號碼。列車和訊號系統皆無錯誤。在此情況下，他的檢控由「不專注」（Augenblicksversagen）升為「違反職責」（Pflichtverletzung），因此根據逮捕令他從2016年4月12日起被羈押，等待審訊。
2016年12月，德國特勞恩施泰因地方法院對調度員判處3年6個月有期徒刑。

## 外部連結
- 巴伐利亞南部警察總部的X（前Twitter）
- 先前在接近事發路段的車頭影片

47°50′55″N 12°01′46″E / 47.8486°N 12.0295°E